# Rudolf Emanuel Stierlin
Rudolf Emanuel Stierlin, auch Emanuel Stierlin (* 18. März 1779 in Bern; † 8. Juni 1866 ebenda) war ein Schweizer evangelischer Geistlicher und Heimatforscher.

## Leben

### Familie
Rudolf Emanuel Stierlin war der Sohn von Benjamin Stierlin und dessen Ehefrau Anna (geb. Zimmermann). Er war seit 1805 mit Maria Sophia (* Juli 1787 in Brugg; † 8. Juni 1846 in Bern), Tochter von Johann Jakob Stapfer (1747–1805), Pfarrer in Brugg und später an der Nydeggkirche, verheiratet; gemeinsam hatten sie vier Kinder. Stierlin erlangte 1814 das Burgerrecht der Stadt Bern und war Angehöriger der Gesellschaft zu Schuhmachern.

### Ausbildung
Rudolf Emanuel Stierlin studierte an der Hohen Schule in Bern Theologie und war seit 1806 als Lehrer an der Klassenschule in Bern tätig.

### Werdegang
Ab 1818 stieg er bis 1831 vom Helfer zum Obersten Dekan am Berner Münster auf und war nach der Aufhebung dieses Amts von 1834 bis 1840 Dekan des Kapitel Bern. 1827 veröffentlichte er anonym seine Schrift Kurze Zeit der Kirchenverbesserung zu Bern. Auf das Reformationsfest im Jahr 1828, von der 20.000 Exemplare gedruckt wurden.
1835 musste er auf Weisung der Regierung die Amtswohnung im Stiftsgebäude räumen; dies führte im Grossen Rat zu einer Grundsatzdebatte über das Kirchengut.
Stierlin war langjähriger Präsident der Waisenhausdirektion und der burgerlichen Mädchenschule.

### Wirken als Historiker
Rudolf Emanuel Stierlin verfasste zahlreiche historische Essays für die Jugend und war Herausgeber beziehungsweise Mitherausgeber der Berner Chroniken von Konrad Justinger, Benedikt Tschachtlan und Valerius Anshelm. Stierlin war Mitglied im Historischen Verein des Kantons Bern.

## Schriften (Auswahl)
(Anmerkung: Externe Links auf Website books.google)
- Schweizerischer Ehrenspiegel: edle Züge aus der Geschichte der Väter, mit moralischen Bemerkungen, zum Gebrauch für die Landschulen. Bern 1813.
- Die Erbauung der Stadt Bern im Jahr 1191. Bern 1814.
- Die Erbauung der Bruecke bey dem untern Thore zu Bern. Bern 1815.
- Die Belagerung der Stadt Bern durch Rudolf von Habsburg, König der Teutschen. Bern 1816.
- Die Schlacht in der Schosshalde im Jahr 1289. Bern 1817.
- Die Schlacht im Jammerthal im Jahr 1298. C. A. Jenni, Bern 1818.
- Konrad Justinger; Rudolf Emanuel Stierlin (Hrsg.); Johann Rudolf Wyss (Hrsg.): Berner-Chronik: von Anfang der Stadt Bern bis in das Jahr 1421. Bern 1819.
- Bendicht Tschachtlan: Bendicht Tschachtlans Berner-Chronik, von dem Jahre 1421 bis in das Jahr 1466. Bern 1820.
- Die Belagerung von Landeron im Jahr 1324. Bern 1820.
- Die Landschaft Hasli kommt an Bern. Bern 1821.
- Die Zeiten des Laupen-Krieges, 1340. Bern 1822.
- Die Berner am Laubeckstalden, im Jahr 1346. Bern 1823.
- Die Rückkehr des Schultheissen von Bubenberg im Jahr 1362. Bern: C.A. Jenni, 1824.
- Valerius Anshelm; Rudolf Emanuel Stierlin (Hrsg.); Johann Rudolf Wyss (Hrsg.): Berner Chronik, vom Anfang der Stadt bis 1526.
  - Band 1. Bern 1825.
  - Band 2. Bern 1826.
  - Band 3. Bern 1827.
  - Band 4. Bern 1829.
  - Band 5. Bern 1831.
  - Band 6. Bern 1833.
- Der Freiherr von Rinkenberg wird gefangen: 1381. Christian Albrecht Jenni, Bern 1825.
- Kurze Zeit der Kirchenverbesserung zu Bern. Auf das Reformationsfest im Jahr 1828. Bern 1827.
- Die Stadt Burgdorf kommt an die Berner, im Jahre 1384. Bern 1827.
- Kurze Geschichte der Kirchen-Verbesserung zu Bern. Bern 1828.
- Der grosse Brand zu Bern, im Jahr 1405. Bern 1829.
- Die Zerstoerung der Burg Oltingen, im Jahr, 1410. Bern 1830.
- Entwurf einer Synodal-Ordnung für die evang.-reform. Geistlichkeit des Kantons Bern. Bern 1832.
- Die Erbauung des Münsters zu Bern, 1421. Bern 1833.
- Erster Zug der Berner nach Italien im Jahr 1425. Bern 1834.
- Die Pest zu Bern 1439. Bern 1835.
- Die Schlacht bei St. Jakob an der Birs, 1444. Bern 1837.
- Die Zeiten nach der Schlacht bei St. Jakob, 1444 bis 1463. Bern 1838.
- Der Twingherren-Streit, 1470. Huber, Bern 1839.
- Die Burgundischen Kriege.
  - Band 1. Bern 1840.
  - Band 2. Bern 1841.
- Der Schwabenkrieg, 1499. Bern 1842.
- Die Jetzergeschichte zu Bern, 1507. Huber, Huber 1843.
- Die Italienischen Kriege 1511 bis 1525. Huber. Bern 1844.
- Die Zeiten nach der Eroberung der Waat 1536 bis 1567. Huber, Bern 1847.
- Erneuerter Krieg mit Savoy, 1589. Bern: Buchhandlung Huber und Comp, 1848.
- Der Kampf bei Tirano 1620. Bern 1849.
- Der Bauernkrieg 1653. Bern 1850.
- Der erste Vilmergerkrieg 1656. Huber, Bern 1851.
- Der zweite Vilmergerkrieg 1712. Bern 1852.
- Die Verschwörung zu Bern 1749. Bern 1853.
- Berns steigender Flor während des achtzehnten Jahrhunderts. Bern 1854.
- Der Untergang des alten Freistaates Bern 1798. Bern 1855.